# Balantiocheilos melanopterus
Cá ngân sa hay còn gọi là cá hoả tiễn, cá học trò, cá da beo trắng (Danh pháp khoa học: Balantiocheilos melanopterus) là một loài cá trong họ Cyprinidae.

## Phân bố
Loài cá này sinh sống trong khu vực bán đảo Mã Lai, Sumatra và Borneo Các ghi nhận trước đây xa hơn về phía bắc trong lưu vực sông Mê Kông và Chao Phraya là do nhầm lẫn với loài được miêu tả năm 2007 và có lẽ đã tuyệt chủng là Balantiocheilos ambusticauda, mặc dù sự hiện diện của Balantiocheilos trong lưu vực sông Mê Kông nói chung là bị nghi ngờ.

## Bề ngoài và giải phẫu
Loài cá này có cơ thể màu trắng bạc với các viền đen trên vây lưng, vây đuôi, vây hậu môn và vây chậu. Chúng có mắt to. Môi dưới có đường xoi ở phía sau tạo thành một cái túi mở về phía sau. Chiều dài tối đa đạt 35 cm (14 in).

## Môi trường sống và sinh thái
Cá ngân sa trong tự nhiên được tìm thấy ở độ sâu trung bình trong các con sông và hồ từ trung bình tới lớn. Tức ăn của chúng là thực vật phiêu sinh, nhưng chủ yếu là động vật giáp xác, luân trùng và côn trùng cũng như ấu trùng của chúng.

## Tại Việt Nam
Loài cá này được nhập nội từ Đài Loan vào thập niên 1990 với tên gọi cá ngân sa để nuôi làm cá cảnh. Trong giai đoạn gần đây cá được nhập với số lượng lớn và khá đều đặn từ Thái Lan, nguồn cá chủ yếu từ các trại sản xuất giống nhân tạo ở Thái Lan.